# 巴特比恩巴赫
巴特比恩巴赫是德国巴伐利亚州的一个市镇。总面积68.84平方公里，总人口5527人，其中男性2695人，女性2832人（2011年12月31日），人口密度80人/平方公里。